# Steig (Kempten)
Steig ist der Name eines Weilers der kreisfreien Stadt Kempten (Allgäu).

## Geschichte
Steig wurde 1451/53 als Gut „ze der Staig ob der Luibas“ (Steig an der Leubas) erwähnt. 1738 gab es in Steig vier Höfe. Im Jahr 1819, ein Jahr nach der Bildung der Ruralgemeinde Sankt Mang, bestand Steig aus vier Anwesen mit 22 Bewohnern, die zur Hauptmannschaft Leubas gehörten.
1881 wurde ein Münzenfund aus dem 13. Jahrhundert bei Steig gemacht. 1900 gab es in Steig vier Häuser mit 22 Bewohnern. 1954 lebten in dem Weiler 57 Personen.